# Paludan-Müller
Paludan-Müller är en dansk släkt.
Släkten härstammar från den på Jylland födde kyrkoherden i Holbæk och Udby Mikkel Pedersen Møller (Müller) (död 1709), vars sonson, godsförvaltaren vid Sorø Akademi Caspar Peter Müller (1736–1776), ingick äktenskap med prästen Jens Paludans dotter Anne (1740–1805), som efter sin mans död  var kammarfru hos hertiginnan Lovisa Augusta, Frederik VI:s syster. Deras son, biskop Jens Paludan-Müller, var far till kyrkoherden i Beder och Malling Vilhelm Paludan-Müller (1807–1861), till historikern Caspar Peter Paludan-Müller, till dr. theol. Jens Paludan-Müller och till diktaren Frederik Paludan-Müller. Den andra av dessa bröder var far till cand. theol. Jens Paludan-Müller (1836–1864), som 1863 fick Köpenhamns universitets premium för en avhandling om Gotlands förhållande till Danmark och Sverige under medeltiden (1865), men vars lovande karriär kort därefter bröts, då han stupade i slaget vid Sankelmark, och till Henriette Philippa Paludan-Müller (1841–1907), som grundlade en ansedd flickskola. Ovannämnde dr. Jens Paludan-Müller blev far till slottsprästen på Frederiksborg Bernhard Lucian Paludan-Müller (1845–1932), som först var en flitig medarbetare vid, senare redaktör, för veckotidningen Sædemanden (utkom 1879–1886), och som dessutom vann ett ansett namn både som präst och som teologisk författare. Den sistnämndes yngre bror var kyrkoherden Johannes Nathanael Paludan-Müller.

## Kända medlemmar
- Caspar Paludan-Müller (1805–1882), dansk historiker
- Frederik Paludan-Müller, dansk författare
- Jens Paludan-Müller (1771–1845), biskop i Aarhus
- Jens Paludan-Müller (1813–1899), dansk präst och teologisk författare
- Jens Paludan-Müller (1836–1864), dansk historiker
- Johannes Paludan-Müller (1853–1940), dansk präst